# ابن أشناس
الحسن ابن أشناس, هو رجل دين وفقيه ومتكلَّم ومُصنِّف شيعي من قدماء علماء الشيعة الإثني عشريَّة، إذ أنَّه من مشايخ محمد بن الحسن الطوسي، ومن الرواة عن الشيخ المفيد. وهو الراوي للصحيفة السجادية عن أبي المفضل الشيباني.
وقد اختلف في تحديد اسمه فالحر العاملي ذكره في أمل الآمل باسم الحسن بن علي بن أشناس، فيما ذكره في كتابه الآخر إثبات الهداة باسم الحسن بن إسماعيل بن أشناس، وقد أكَّد آغا بزرگ الطهراني في الذريعة أنَّهما اسمان لشخص واحد.

## مؤلفاته
| - الرد على الزيدية. كتاب في الرد على الفرقة الزيديَّة ذكره الحر العاملي في تذكرة المتبحرين، ونقل ذلك عنه أبو القاسم الخوئي في معجم رجال الحديث، وذكره كذلك آغا بزرگ الطهراني في الذريعة. | - عمل ذي الحجَّة. - الكفاية في العبادات. - الاعتقادات. |

### الكتب
- أعيان الشيعة. محسن الأمين، طبع بيروت - لبنان، تاريخ الطبع مفقود، منشورات دار التعارف.
- الذريعة إلى تصانيف الشيعة. آغا بزرگ الطهراني، طبع بيروت - لبنان، تاريخ الطبع مفقود، منشورات دار الأضواء.

### إشارات مرجعية
1. 1 2  
الطهراني، آغا بزرگ. الذريعة إلى تصانيف الشيعة - ج2. ص. 225. مؤرشف من الأصل في 2019-12-16.
2. ↑  
الخوئي، أبو القاسم. معجم رجال الحديث - ج6. ص. 29. مؤرشف من الأصل في 2019-12-10.
3. ↑  
الطهراني، آغا بزرگ. الذريعة إلى تصانيف الشيعة - ج10. ص. 200. مؤرشف من الأصل في 2019-12-16.
4. ↑  
الطهراني، آغا بزرگ. الذريعة إلى تصانيف الشيعة - ج15. ص. 344. مؤرشف من الأصل في 2019-12-16.
5. ↑  
الطهراني، آغا بزرگ. الذريعة إلى تصانيف الشيعة - ج18. ص. 95. مؤرشف من الأصل في 2019-12-16.